# أحمد جبريل
أحمد علي جبريل يلقب بـ «أبو جهاد» (ولد في عام 1938 في يازور - توفي في 7 يوليو 2021 في دمشق)، سياسي وقائد عسكري فلسطيني، أسس عام 1959 جبهة التحرير الفلسطينية، وشارك في تأسيس الجبهة الشعبية لتحرير فلسطين، وانفصل عنها عام 1968 ليؤسس الجبهة الشعبية لتحرير فلسطين - القيادة العامة التي تولى أمانتها العامة حتى وفاته. نفذت حركة جبريل عمليات نوعية ضد الاحتلال الإسرائيلي، كما برعت في اختطاف الجنود الإسرائيليين ومبادلتهم بالأسرى الفلسطينيين.
ارتبطت سيرة جبريل بتحالفه الإستراتيجي مع سوريا وليبيا وإيران، وبصراعه مع قيادة منظمة التحرير الفلسطينية. وكان أحمد جبريل من حلفاء النظام السوري في حرب المخيمات الفلسطينية في لبنان، وفي الثورة السورية لعام 2011.

## حياته الشخصية
ولد عام 1938 في قرية يازور بقضاء يافا إبان فترة الانتداب البريطاني على فلسطين، ولجأ مع أسرته إلى مدينة القنيطرة في سوريا بعد حرب عام 1948. اجتاز تعليمه الثانوي في دمشق عام 1956، وتخرّج من الكلية الحربية في القاهرة عام 1959. عُيِّن ملازمًا ثمَّ ضابطًا في الجيش السوري في سلاح الهندسة حتى تسريحه منه عام 1963.
تزوج جبريل وله أربعة أولاد وأربع بنات، ويلقب بـ «أبو جهاد»، وقد اغتيل ابنه جهاد جبريل عام 2002 في لبنان في انفجار اتهمت إسرائيل بتدبيره.

## حياته السياسية
نشط جبريل في العمل السياسي أثناء فترة دراسته في مصر، ونشط في رابطة الطلبة الفلسطينيية، وأسس عام 1959 جبهة التحرير الفلسطينية (تيمنا بجبهة التحرير الجزائرية) التي اتحدت لفترة قصيرة مع حركة فتح عام 1965. شارك عام 1967 في تأسيس الجبهة الشعبية لتحرير فلسطين مع منظمتي أبطال العودة وشباب الثأر القريبة من حركة القوميين العرب، ثم انفصل عنها عام 1968 وأسس الجبهة الشعبية لتحرير فلسطين - القيادة العامة.
في أيلول 1970 اندلعت المواجهات بين الفدائيين والنظام الأردني، وأضطرّ جبريل ومن معه للخروج من الأردن إلى اتجاه لبنان.
نفذت منظمة جبريل عدة عمليات فدائية ضد إسرائيل، منها عملية الخالصة، حيث قامت مجموعة من مقاتلي الجبهة الشعبية لتحرير فلسطين- القيادة العامة (سوري وعراقي وفلسطيني) بالتسلل إلى مستعمرة كريات شمونة (الخالصة) في الجليل الأعلى شمال فلسطين في أبريل 1974 واحتجزوا رهائن إسرائيليين وطالبوا بتحرير أسرى فلسطينيين، وعند المواجهة مع القوات الإسرائيلية قام المقاتلون الثلاثة بتفجير أنفسهم مع الرهائن بالأحزمة الناسفة، ما أدى إلى مقتل المقاتلين الثلاثة ومعهم نحو 20 إسرئيلياً وجرح 15 آخرين.

### الجبهة الشعبية لتحرير فلسطين - القيادة العامة
منذ تشكيل وإنشاء القيادة العامة أواخر ستينيات القرن الماضي، ارتبط اسم جبريل في بمشروع حافظ الأسد في الملف الفلسطيني، والمنشق عن رفاقه في الجبهة الشعبية بزعامة جورج حبش، بدأت رحلته الصراعية التصادمية مع قوى الثورة في لبنان مع مشروع حافظ الأسد العام 1976 بغزو لبنان لضرب الحركة الوطنية الفلسطينية-اللبنانية. واستخدم أحمد جبريل عمليتي الجبهة العسكريتين "الخالصة 1974″ و"شهداء قبية-الطيران الشراعي 1987" ضد الاحتلال للتغطية على دوره المحوري الواسع في ضرب الوجود الفلسطيني في لبنان ومشاركته قوات الأسد في حصار المخيمات الفلسطينية في تل الزعتر 1976، وحصار ياسر عرفات في طرابلس 1983، وحصار المخيمات في برج البراجنة وصبرا، بدعم مباشر من جيش حافظ الأسد.
لم يقتصر النشاط العسكري والأمني لتنظيم القيادة العامة على الأراضي اللبنانية السورية، سرعان ما تم تحويله إلى ليبيا في العام 1987 لمساندة القذافي في حربه مع تشاد على إقليم أوزو، والذي اشتهر فيما بعد بتنظيم القيادة العامة "تنظيم أوزو" لشهرته في شحن المقاتلين المرتزقة.
أشرف جبريل على إعداد وتنفيذ صفقتين لتبادل الأسرى مع إسرائيل بعد عمليات أسر لجنود من جيش الاحتلال، وهما عملية النورس عام 1979، حيث أطلق بموجبها سراح 76 أسيرًا فلسطينيًا مقابل إطلاق سراح جندي أسرته الجبهة، وعملية الجليل عام 1985، والتي أطلق بموجبها 1150 أسيرًا فدائيًا (فلسطينيًا وعربيًا وأجنبيًا) من بينهم الشيخ أحمد ياسين، والمقاتل الياباني كوزو أوكاموتو، مقابل ثلاثة جنود من جيش الاحتلال.
عارض جبريل التسوية السياسية مع إسرائيل وكان من مناهضي اتفاقية أوسلو.
كان لجبريل الدور الكبير في مهاجمة مخيم نهر البارد في طرابلس اللبنانية وتدمير المخيم وتهجير سكانه عام 2007.

### الثورة السورية
ومنذ بداية الثورة السورية في مارس/آذار 2011، أعلن جبريل منذ اليوم الأول انحيازه للنظام بإرسال مجموعات عسكرية وأمنية إلى مدينة درعا ومخيمها، وعملت مكاتبه وعناصره على تقفي أثر النشطاء هناك وتزويد أجهزة الأمن بالمعلومات، وعندما اندلعت المظاهرات في بقية المناطق السورية شكل ابنه خالد جبريل "أبو العمرين" وحدة خاصة أشرف عليها شخصيا لتجول في مناطق عدة في محيط دمشق وغوطتها لتزويد أجهزة الأمن بالمعلومات.
وكان مسؤول الإعلام الأمني حينها "أنور رجا" نجم المحطات التلفزيونية والإذاعية يدلي بمئات البيانات والتصريحات التي تؤكد موقف القيادة العامة المنحاز عسكرياً وأمنيا وسياسياً ومعنويا لجانب قوات الأسد.
لا يتذكر أبناء مخيمات سوريا، وتحديدا في اليرموك، من تاريخ جبريل السياسي والعسكري و"النضالي" غير ما خبروه به في مخيمهم، عندما وجدوا تنظيمه في مواجهتهم ضد التعبير عن رأيهم وغضبهم من زج العناصر المنتسبة لتنظيم القيادة العامة في مواجهة السوريين، وعندما زج بالفلسطينيين عند الحدود مع الجولان المحتل في يونيو/حزيران 2011.
وسرعان ما حاكمته جماهير الشارع الفلسطيني الغاضبة والهاتفة "بغدره وخيانته" فأطلق الرصاص الحي بمواجهة الشارع الفلسطيني الذي حاصر مقره وأحرقه وأجبر جبريل على التسلل من مبنى "الخالصة" في اليرموك بمساعدة وحدة أمنية تتبع علي مملوك شخصياً وفرت له هروباً مناسباً.

## وفاته
تُوفي أحمد جبريل في 7 يوليو (تموز) 2021 ميلاديًا الموافق 27 ذو القعدة 1442 هجريًا عن عمرٍ ناهز 83 عامًا، وكانت وفاته في إحدى مستشفيات دمشق، وذلك بعد معاناة مع المرض.
نعته الجبهة الشعبية لتحرير فلسطين، والرئيس الفلسطيني رئيس منظمة التحرير محمود عباس، نعته أيضا حركة حماس التي كان لجبريل الفضل في تحرير مؤسسها الراحل الشيخ أحمد ياسين من الأسر في "صفقة الجليل" لتبادل الأسرى عام 1985.

## وصلات خارجية
- أحمد جبريل في برنامج «شاهد على العصر» على قناة الجزيرة.